# J. H. Williams III
James "Jim" H. Williams III, geralmente creditado como J. H. Williams III, é um artista de histórias em quadrinhos. Ele é mais conhecido por seu trabalho em títulos como Chase, Promethea, Desolation Jones, Batwoman, e Sandman Prelúdio.

## Carreira
O início da carreira de Williams inclui desenhos na minissérie em quatro partes Deathwish (1994-1995), da Milestone Media. Deathwish foi escrito por Maddie Blaustein e arte-finalizado por Jimmy Palmiotti. 
Ele foi um dos artistas da série limitada Sombra, que foi iniciada a partir da série Starman. Williams ganhou destaque como artista em Chase, título de curta duração (dez edições, 1997-1998) da DC Comics, onde trabalhou com o escritor Dan Curtis Johnson. O personagem tinha sido apresentado anteriormente em Batman #550 (Jan. 1998).
Williams colaborou com o arte-finalista Mick Gray em duas graphic novels da linha Elseworlds da DC, Justice Riders, escrita por Chuck Dixon, e Son of Superman, escrita por Howard Chaykin e David Tischman. Seu próximo grande trabalho foi através dp selo da WildStorm America's Best Comics, com o escritor Alan Moore, em Promethea (32 edições, 1999-2005).
Em meados de 2005, Williams e o escritor Warren Ellis lançaram a série Desolation Jones, e ilustrou duas edições do projeto de Grant Morrison Sete Soldados da Vitória. Em 2007, trabalhou com Morrison em outro projeto, uma  história de três partes em Batman #667-669. Williams desenhou Jonah Hex #35 e declarou interesse em fazer mais, dizendo: "eu certamente quero fazer mais edições ou até mesmo uma graphic novel se a oportunidade e o cronograma apresentar-se." Williams tornou-se o artista regular em Detective Comics com o escritor Greg Rucka em junho de 2009, com o título focando na Batwoman, devido à ausência de Batman na sequência dos eventos de Batman Descanse em Paz e Crise Final. Williams retornou como artista e coautor da nova série Batwoman, acompanhado pelo roteirista W. Haden Blackman. Batwoman recebeu uma GLAAD Media Award na categoria de "Outstanding Comic Book", em junho de 2012. Em 2012, a DC anunciou que J. H. Williams seria o artista da série prequela de Neil Gaiman Sandman, intitulada Sandman: Overture (No Brasil: Sandman Prelúdio), para ser lançado a 30 de outubro de 2013.
No mês de setembro de 2013, J. H. Williams III e W. Haden Blackman se demitiram da revista Batwoman, devido à interferências editoriais. Os autores alegaram receber instruções dos editores para não realizar o casamento entre Kate Kane (Batwoman) e sua namorada, Maggie Sawyer, duas personagens lésbicas; entre outras intervenções na condução criativa da história. Em contato com o website Comic Book Resources, um porta-voz não identificado da DC Comics respondeu que "conforme reconhecido pelos criadores envolvidos, as diferenças editoriais com os escritores de Batwoman não tiveram relação com a orientação sexual da personagem."
Em agosto de 2021, a Image Comics lançou Echolands, HQ criada por Williams e W. Haden Blackman. Em outubro de 2024, foi publicado Dracula: A Storybook Portfolio, um livro ilustrado adaptação de Drácula de Bram Stoker, também pela editora Image. O livro é composto por 150 pinturas de Williams III, junto a textos originais do próprio.

## Prêmios
- Prêmio Eisner 2001 de Melhor edição única ou one-shot por Promethea #10, com Alan Moore[24]
- Harvey Award 2006 de Melhor Artista por Promethea[1]
- Prêmio Eisner 2010 de Melhor capista por Detective Comics[25]
- Prêmio Eisner 2010 de Melhor desenhista/arte-finalista por Detective Comics[25]
- Prêmio Inkwell 2012 de Artista favorito conhecido por arte-finalizar seu próprio trabalho por Batwoman[26]

### Indicações
- 2000:
  - Prêmio Eisner de Melhor série contínua por Promethea, com Alan Moore[27]
  - Prêmio Eisner de Melhor nova série por Promethea, com Alan Moore[27]
  - Prêmio Eisner de Melhor desenhista/arte-finalista por Promethea, com Mick Gray[27]
  - Prêmio Eisner de Melhor edição única ou one-shot por Promethea #3, com Alan Moore[27]
  - Prêmio Harvey de Melhor nova série por Promethea, com Alan Moore, Mick Gray e Scott Dunbier[28]
- 2001:
  - Prêmio Eisner de Melhor série contínua por Promethea, com Alan Moore[29]
  - Prêmio Eisner de Melhor desenhista/arte-finalista Equipe por Promethea, com Mick Gray[29]
  - Prêmio Harvey de Melhor artista, por Promethea[30]
- 2003:
  - Prêmio Eisner de Melhor artista de capa por Promethea[31]
  - Prêmio Eisner de Melhor equipe desenhista/arte-finalista por Promethea, com Mick Gray[31]
- 2004: 
  - Prêmio Harvey de Melhor série contínua ou minissérie  por Promethea, com Alan Moore[32]
- 2006:
  - Prêmio Eisner de Melhor nova série por Desolation Jones, com Warren Ellis[33]
  - Prêmio Eisner de Melhor desenhista/arte-finalista por Promethea, Desolation Jones[34]
  - Prêmio Eisner de Melhor design de publicação por Promethea #32 com Todd Klein[34]
  - Prêmio Eisner de Melhor história serializada por Desolation Jones, com Warren Ellis[34]
  - Prêmio Eisner de Melhor edição única ou one-shot por Promethea #32, com Alan Moore[34]
- 2010:
  - Harvey Award de Melhor artista por Detective Comics[35]
  - Harvey Award de Melhor artista de capa por Detective Comics[35]